# الشراخ (وشحة)

تعديل مصدري - تعديل

الشراخ هي إحدى قرى عزلة بني هني بمديرية وشحة التابعة لمحافظة حجة، بلغ تعداد سكانها 348 نسمة حسب تعداد اليمن لعام 2004.